# Conliège
Conliège – miejscowość i gmina we Francji, w regionie Burgundia-Franche-Comté, w departamencie Jura.
Według danych na rok 1990 gminę zamieszkiwały 752 osoby, a gęstość zaludnienia wynosiła 124 osoby/km² (wśród 1786 gmin Franche-Comté Conliège plasuje się na 220. miejscu pod względem liczby ludności, natomiast pod względem powierzchni na miejscu 721.).